# Chlorquinaldol
Clorquinaldol là một chất chống vi trùng.